# 疏隔與擴充
在社会语言学中，疏隔语言是指一種语言的變體，該變體與其他語言有明顯的差異，而擴充语言指的是一種語言變體的标准语，有相關語言變體可能與擴充語言有關。這一概念由海因茨·克洛斯在1952年提出。